# Huantsan
El Huantsan, també anomenat Nevado Huantsan, és amb 6.369 m la segona muntanya més alta de la Cordillera Blanca, al Perú, per darrere el Huascarán (6.768 m). La muntanya es troba coberta per glaceres i es troba a 24 quilòmetres a l'est de la ciutat de Huaraz, a la regió d'Ancash. Forma part del Parc Nacional Huascarán.
El Huantsan consta de quatre cims, el Huantsan pròpiament (6.369 m), el Huantsan Oest (6.270 m), el Huantsan Nord (6.113 m) i el Huantsan Sud (5.913 m).
La seva ascensió és molt tècnica i exigent i no fou conquerit el seu cim fins al 7 de juliol de 1952, quan feren cim el francès Lionel Terray i els neerlandesos Cees Egeler i Tom de Booy.